# Białostockie Teki Historyczne
Białostockie Teki Historyczne – rocznik Instytutu Historii Uniwersytetu w Białymstoku. Periodyk ukazujący się w latach 1995–1996 i następnie ponownie od 2005 roku. Na czele komitetu redakcyjnego pisma stoi Mieczysław Wrzosek. Pismo publikuje artykuły naukowe z zakresu historii.